# Philippe Lepeut
 (janvier 2025).
 (janvier 2025).
 (janvier 2025).
Il peut être nécessaire de l'améliorer pour respecter le principe de neutralité de point de vue. Veuillez consulter la page de discussion pour plus de détails.

Philippe Lepeut, né le 12 février 1957 à Nantes, est un artiste, enseignant et éditeur français qui vit et travaille à Imbsheim[réf. nécessaire].

## Biographie
Il est diplômé en histoire de l'art de l'université Paris 1 Panthéon-Sorbonne et en arts Plastiques de Paris 1 Panthéon-Sorbonne - Saint-Charles. En 1991-1992, Philippe Lepeut est pensionnaire de l'Académie de France à Rome (Villa Médicis), puis enseignant de 1984 à 2002 à l'école supérieure des beaux-arts de Nantes. Il est coordinateur du post-diplôme International de l'école régionale des beaux-arts de Nantes (ERBAN) de 1996 à 2001.
Depuis 2002, il enseigne à la Haute École des arts du Rhin (anciennement Arts décoratifs) à Strasbourg où, en 2007, il fonde avec Joachim Montessuis Phonon-Lab, le laboratoire des pratiques sonores de la Haute École des arts du Rhin. En 2022, ce laboratoire devient "Sonorités", une plate-forme en arts sonores. En 2003, il fonde à Strasbourg Écart Production, structure de production et d'édition de vidéos d'artiste. La structure est dissoute en septembre 2022.
Son travail en tant qu'artiste est représenté dans des collections publiques et privées.

### Œuvre
Après une décennie de peinture sauvage mais nourrie d'histoire de l'art et d'une admiration pour Henri Matisse et Pierre Bonnard, son travail va devenir plus personnel tant dans sa manière que dans ses motifs. Il développe alors un travail toujours lié à la peinture mais qu'il aborde d'une façon plus conceptuelle, plus à distance à travers des séries telles que Figmenta poetica, puis les Principes (transfert, dessiccation, nuages dépliés en nymphe, grande nymphe principe de corps, …). La question du jardin, du paysage et plus généralement de la nature seront jusqu'à aujourd'hui les motifs essentiels de ses productions visuelles et sonores. Depuis les années 1990, aux médiums traditionnels (peinture, aquarelle, lavis, …) se sont ajoutés la vidéo, la photographie, le son, la performance et l'installation.
Depuis 2003, il œuvre dans l'espace public. Il réalise Amer 6 en 2005, PO66690 en 2008, Odonate en 2009, Entre ciel et sel en 2011 et Syneson en 2014.
La radiophonie, particulièrement la voix ou les voix, la plastique sonore et la lecture publique ont pris une place grandissante dans ses recherches : Les images à la légère en 2004 et Le son de l'image en 2006 sur Radio Judaïca, Radiotopie en 2005 une installation radiophonique à la Galerie MicroOnde de Villeparisis, Radiophonic Circus en 2008 pour la Première Nuit Blanche à Metz, La pierre solaire en 2010 pour Les Géants du Nideck et Radio en Construction...
Depuis 1999, il ne s'attache pas à un médium en particulier mais il les croise selon les besoins de ses projets et leur adéquation avec le contexte de leur présentation ou commande.

### Enseignant
Philippe Lepeut enseigne à l'École des beaux-arts de Nantes de 1984 à 2002. Il y coordonne le post-diplôme international[source secondaire souhaitée] de septembre 1996 à juin 2001. Il enseigne aussi à la Haute École des arts du Rhin à Strasbourg[source secondaire souhaitée].
À l'invitation de Jean-Luc Brisson, responsable du département arts plastiques de l'École nationale supérieure du paysage de Versailles, il participe à des ateliers pédagogiques[source secondaire souhaitée] de 1998 à 2002 et a siégé au Conseil scientifique de l'école de  2007 à 2010.[source secondaire souhaitée]
Il est également professeur invité à la Konstfack de Stockholm en 1993[source secondaire souhaitée].

### Éditeur
Il est cofondateur de Écart Production[source secondaire souhaitée], une association de production et d’édition de films d’artistes, fondée le 11 juillet 2013. Il cofonde l'association avec Agnès Daval, Cécile Dazord, Grégoire Deslandes, Claire Guezengar, Georges Heck, Pierre Litzler. L'association est dissoute le 19 septembre 2022. Philippe Lepeut en a été le président et directeur artistique[source secondaire souhaitée] de 2003 à 2013.

## Expositions

### Expositions personnelles
- 2021 : Surface de Contemplation et Azoth, CAC Passages, Troyes
- 2018 : Contemplation, Galerie WithOutArt, commissariat Tseng Chi Ming, Strasbourg
- 2017 : L'Expérience de la goutte de poix, commissariat Nathalie Amae, Galerie Forêt Verte, Paris
- 2015 : À une autre vitesse, CEAAC, Strasbourg[6]
- 2015 : La mélancolie de l'oiseau de pierre, Vitrine sur l'Art, Galeries Lafayette, Strasbourg[7]
- 2015 : Listen to the Quiet Voice, Musée d'art moderne et contemporain, Strasbourg[8]
- 2009 : danslelacestlefeu, commissaire Sophie Kauffenstein, Accélérateur de particules, Strasbourg
- 2005 : Radiotopie, installation radiophonique (diffusion sur Triangle FM 98,4), CAC MicroOnde, espace culturel de l'Onde, Villeparisis.
- 2002 : Robinson & fils, CAC La Ferme du Buisson, Noisiel
- 2001 : On the spot, commissaire Laeticia Talbot, Centre culturel français, Rome
- 1999 : Contrechamp, galerie cent8, Paris[9]

### Expositions collectives
- 2024 : Leur regard, commissariat Madeleine Millot-Durrenberger, Musée des Beaux-Art de Nancy
- 2023 : Histoires naturelles, nouvel accrochage des Collections, commissariat Estelle Pietrzik, MAMCS, Strasbourg
- 2023 : L’Œil vérité, nouvel accrochage des Collections, commissariat Nicolas Surlapierre, MacVal, Vitry
- 2023 : ST’ART 2023, Galerie Kahn, Strasbourg
- 2022 : Regard/huitième, Carte Blanche à Michel Dejean,
- 2021 : Justement ici, Galerie In Extremis, commissariat Madeleine Millot-Durrenberger, Strasbourg
- 2021 : Nos Îles, commissariat Marie Terrieux, Fondation François Schneider, Wattwiller
- 2020 : 17 MARS 2020 COVID19
- 2020 : A bout de souffle – Regard/septième, Maison de la Région Grand Est, Strasbourg
- 2019 : ENERGIA, Commissariat de Pascal Pique, Topographie de l’Art, Paris
- 2019 : Kunst Kosmos Oberrhein, Commissariat de Germain Roesz, Samlung Hurrle, Durrbach (Allemagne)
- 2019 : Commissariat pour un arbre #6*, commissariat de Mathieu Mercier, Bouges-le-Château
- 2018 : L’Impermanence, Fondation Fernet-Branca, commissariat Pierre-Jean Sugier, Saint-Louis
- 2017 : In the save hands of the artist, ProjektRaum M54, Regionale 18, commissariat Baharak Omidfard, Ricarda Gerosa,Bâle, Suisse
- 2017 : Strasbourg Art Photography, Salle Conrath, Strasbourg
- 2016 : Die Zweite Natur, Regional17, Haus der Elektronischen Kunst, Bâle, Suisse
- 2016 : Expérience sonore, Musée d’art moderne, Troyes
- 2016 : Le pavillon des sources, Association  Arborescence / Le Triangle Des Bermudes, Diedendorf
- 2016 : L’Atelier, l’artiste photographié d’Ingres à Jeff Koons, Petit Palais, Paris
- 2014 : Hémisphère vaudous, commissaire Thibault Honoré, Galerie Ritsch-Fisch, Strasbourg[10]
- 2014 : Sound Surrounds, commissaire Nicoletta Torcelli, E.werk, Freiburg, Allemagne
- 2014 : Si proche, Conseil Régional d'Alsace, 30 ans des FRAC, Strasbourg[11]
- 2012 : Nature & paysage : points de vue contemporains, un choix dans les collections du FRAC Alsace, Lycée Sainte-Clotilde, Strasbourg
- 2011 : Regionale 12, Le Wacken, Accélérateur de Particules, Strasbourg
- 2011 : L'ironie et la mort, commissaire Germain Roesz, Apollonia, Strasbourg
- 2010 : Autour d'Optical Sound, commissaire Pierre Béloüin, Galerie Frédéric Giroux, Paris
- 2009 : WRO 09 Expanded City, XIII Biennale Sztuki Mediów, Wroclaw, Pologne
- 2008 : contrechamp (27-28 septembre), Festival Ososphère, Strasbourg
- 2007 : Père & fils (29-30 septembre), installation radiophonique (streaming) pour le Festival Ososphère et blog avec Hugo et Simon Lepeut, Strasbourg
- 2007 : Nocturne vidéo, Accélarateur de Particules, Strasbourg
- 2006 : Radio poing pour .radio (29-30 septembre), installation radiophonique (streaming) pour le Festival Ososphère, Strasbourg
- 2003 : Les 20 ans des FRAC, Musée d'art moderne et contemporain, Strasbourg
- 2002 : Playtimes, commissaire Gilles Forest, Muséum Africa, Johannesburg, Afrique du Sud
- 2001 : In situ, FRAC Alsace, Sélestat Paysages d'entre-ville, commissaire François Quintin, Musée Zadkine, Paris
- 2001 : 20 ans de photographies dans les collections du FRAC Alsace, Muzeum Historii Miasta, Lodz, Pologne
- 2000 : Le jardinier, l'artiste et l'ingénieur, commissaire Jean-Luc Brisson, Espace Electra, Paris
- 2000 : La ville, le jardin, la mémoire (La Folie), Villa Médicis, Rome
- 2000 : Habiter, un lieu, commissaire Gilles Forest, CAC de Basse-Normandie, Hérouville Saint-Clair

## Performances et lectures
- 2020 : Ciara et Georges sur le Batsberg, Performance sonore, Temple protestant de Bouxwiller, Festival Kuckkuck-Théâtre du Marché au grain, Bouxwiller
- 2018 : Kontak (Performance), E.Werk, Anniversaire de l’Art (R. Filliou), commissariat Nicoletta Torcelli, Freiburg, Allemagne
- 2017 : Le lecteur coïncidant, votre avenir dans un poème au hasard des dés, Galerie Forêt Verte, performance (18 novembre 2017)
- 2017 : Le lecteur coïncidant, votre avenir dans un poème au hasard des dés, Nuit Européenne des Musées, Musée d’Art Moderne et Contemporain de Strasbourg, performance (20 mai 2017)
- 2017 : Syneson nuitamment ajouré en détail, nouvelle version mixée et mastérisée par Frédéric Appfel au Studio Lab’UT, Inauguration du Tram Strasbourg-Kehl, Acousmonium AKT, interprétation Yérri-Gaspard Hummel, Kehl (29 avril 2017)
- 2016 : Syneson nuitamment ajouré en détail, Festival Exhibitronic, Acousmonium de MOTUS, interprétation Olivier Lamarche, Salle de l’Aubette, Strasbourg (19 octobre 2016).
- 2015 : White breath Black soul, performance-lecture, Espace d’art contemporain André Malraux, Colmar
- 2015 : Sous le vent, le voile dort le 8 octobre au CEAAC, Strasbourg
- 2015 : Commentaires obliques au risque des cartes de Listen to the Quiet Voice  le 16 mai au Musée d'art moderne et contemporain, Strasbourg
- 2013 L'air de rien le 25 avril à la Médiathèque de Neudorf, Strasbourg.
- 2011 Principe d'inconsistance, performance sonore avec Claire Serres, Antoine Chanteloup, Marine Angé et Maylis Cerbelaud, L'aubette, Strasbourg
- 2009 : DoomBrain et le chœur des anges, photographie dans l'espace public (vitrine de la librairie Broglie) et performance sonore, festival PERFfusion, Strasbourg
- 2009 : Description du film Anatomie d'un rapport  le 10 mai pour No design, festival Bande Image, Bourges.
- 2008 : Radiophonic Circus le 3 octobre, Nuit Blanche de Metz, un projet collaboratif de Philippe Lepeut avec Else Macaret, Raphaël Charpentié, Claudine Collilieux, Louise Hervé et Chloé Maillet, Dickheadmanrecords, Philippe Zunino, David Lagrand, Yann Weissgerber et Isabelle Anthony, Boxing Club de Metz, Le Marly bras de fer
- 2005 : Radiotopie, installation radiophonique, CAC MicroOnde, Espace culturel de l'Onde, Villeparisis

## Commandes
- 2013 : Syneson, Commande de la Ville de Strasbourg[5]
- 2010 : Entre le ciel et le sel, Commande de la Ville de Dieuze 2008, Odonate, 1 % artistique, LEGTA, Le Chesnoy, Amilly[4]
- 2006 : PO66690, 1 % artistique, Collège Pierre Mendès France, Saint-André[2]
- 2004 : AMER 6, Jardin des Deux rives, Commande de la Ville Strasbourg[1]
- 2002 : Aménagement de la cour Migneret, Commande de CUS Habitat, Port du Rhin, Strasbourg
- 1998 : Transfert, 1 % artistique, extension de l'IUFM de Toulouse
- 1995 : Ostinato-Hostilité, scénographie pour La nuit transfigurée de Schöenberg (création), concert donné par le Quatuor Manfred au Cloître des Minimes à Dijon
- 1995 : Agrégat, Décor pour un concert donné par le Quatuor Manfred, Institut du Monde Arabe, Paris

## Publications
- Listen to the Quiet Voice, édition Ecart Production, 2016.
- Road movies, DVD, édition Ecart Production, réf. A016, 2014.
- Le projet robinson, DVD, édition Ecart Production, réf. A006, 2006.
- Le projet robinson, Livret 18 pages couleur encartées, format plié 21 x 29,7 cm, publié par le CAC la Ferme du Buisson, Noisiel, 2002.
- Naturel et domestique – Drop zone, texte de Jacques Leenhardt, Jean-Pierre Greff et Pascal Neveu, La Chaufferie, Frac Alsace, 2000

- Le jardinier, l’artiste et l’ingénieur, Ouvrage collectif sous la direction de Jean-Luc Brisson, Les éditions de l’imprimeur, collection Jardins et Paysages, Espace Electra, Paris, 2000

- Philippe Lepeut, Localisé, Castres, textes de Jean-Marc Prévost et Samia Cynthia, 1998
- Philippe Lepeut, Tenir Ensemble, Musée Buffon, Montbard, texte de Michel Weemans, 1996
- Agrégat (principe), Villa Médicis, textes de Fabrice Hergott et Olivier Kaeppelin, Rome, 1992
- Philippe Lepeut, Principe, Galerie Édouard Manet, texte de Xavier Girard, 1991